# 메이 마틴
메이 마틴(Mae Martin, 1987년 5월 2일 ~ )은 캐나다의 코미디언, 배우, 영화각본가이다.